# Prózai Edda
Prózai Edda, Ifjabb Edda vagy Snorri Eddája (izlandiul: Snorra Edda), középkori kézirat a skandináv mitológiáról. A művet a politikus és író Snorri Sturlusonnak tulajdonítják, s valószínűnek tartják, hogy az 1220-as évek körül készült el vele. A legrégibb kéziratát Uppsalában őrzik, és 1300 körül íródott, vagyis nem Snorri kezeírása, aki 1241-ben halt meg.
Az is valószínű, hogy a Prózai Edda régebbi, mint a Verses Edda. Az uppsalai kézirat is korábbi, mint a Verses Edda legrégibb kézirata. A félreértést az okozta, hogy azt hitték, a Verses Eddát Sämund Frode (Tudós Saemund) gyűjtötte össze.
A műnek főleg tudományos (mitológiai és verstani) jelentősége van, de a szépen előadott és versekkel tűzdelt mítoszok költői értéket is képviselnek.
A Prózai Edda négy részből áll:
- Prologus (Előszó)
- Gylfaginning (Gylfi káprázata)
- Skáldskaparmál (Költészet nyelve)
- Háttatal (Verstan)

## Fordítás
- Ez a szócikk részben vagy egészben  a   Snorres Edda című svéd Wikipédia-szócikk fordításán alapul.  Az eredeti cikk szerkesztőit annak laptörténete sorolja fel. Ez a jelzés csupán a megfogalmazás eredetét és a szerzői jogokat jelzi, nem szolgál a cikkben szereplő információk forrásmegjelöléseként.
- Ez a szócikk részben vagy egészben  a   Prose Edda című angol Wikipédia-szócikk fordításán alapul.  Az eredeti cikk szerkesztőit annak laptörténete sorolja fel. Ez a jelzés csupán a megfogalmazás eredetét és a szerzői jogokat jelzi, nem szolgál a cikkben szereplő információk forrásmegjelöléseként.